# Yannick Bastos
Yannick Bastos (Lussemburgo, 30 maggio 1993) è un ex calciatore lussemburghese, di ruolo centrocampista o ala.

## Carriera
Ha esordito con la Nazionale lussemburghese nell'amichevole contro la Lituania (vinta per 2-1) disputata il 14 agosto 2013. 
Nel 2013 passa al Bolton, anche se gioca con la squadra Under-21. Dopo due anni il giocatore ritorna in patria facendo ritorno al FC Differdange 03.